# Liste der ständigen Vertreter der Türkei bei der International Civil Aviation Organization
Die International Civil Aviation Organization und die türkische Mission befinden sich in Montreal.
| Ernennung Akkreditierung | Ständiger Vertreter | Bemerkung | Ministerpräsident der Türkei | Generalsekretär der International Civil Aviation Organization | Posten verlassen |
| ------------------------ | ------------------- | --- | ---------------------------- | ------------------------------------------------------------- | ---------------- |
| 1990                     | Ümit Pamir          | (* 1942 in Istanbul) 1961: Abitur: St. Joseph High School (Istanbul), 1965: Studium der Politikwissenschaft an der Universität Ankara, Eintritt in den auswärtigen Dienst, Konsul in Komotini, 1990–1991: Ständiger Vertreter bei der ICAO, 1991–1995: Botschafter in Algier, 1995–1997: Botschafter in Athen, 2000–2004: ständiger Vertreter beim UN-Hauptquartier, Mitinitiator von Gesprächen in Zypern, 2004–2006: ständiger Vertreter beim Nordatlantikrat, 2007: Versetzung in den Ruhestand. | Yıldırım Akbulut             | Shivinder Singh Sidhu                                         | 1991             |
| 1991                     | Ünal Maraşlı        | 1. Okt. 2001 – 31. März 2004: Botschafter in Wellington, | Ahmet Mesut Yılmaz           | Shivinder Singh Sidhu                                         | 1995             |
| 1995                     | Tanju Ülgen         | | Tansu Çiller                 | Philippe Rochat                                               | 1997             |
| 1997                     | Hatay Savaşçı       | | Mesut Yılmaz                 | Philippe Rochat                                               | 16. Juli 1999    |
| 1. Aug. 1999             | Oya Tuzcuoğlu       | | Bülent Ecevit                | Renato Claudio Costa Pereira                                  | 30. Mai 2002     |
| 1. Juni 2002             | Sadi Çalışlar       | | Abdullah Gül                 | Renato Claudio Costa Pereira                                  | 1. Dez. 2006     |
| 15. Dez. 2006            | Vakur Gökdenizler   | | Recep Tayyip Erdoğan         | Taïeb Chérif                                                  | 30. Juni 2010    |
| 15. Juli 2010            | Oya Tuzcuoğlu       | (* 1948 in Eskişehir). Abitur: TED Ankara College Foundation Schools, 1970: Studium der Politikwissenschaft an der Universität Ankara, 1975: Eintritt in den auswärtigen Dienst, 1999–2002: Vertreterin bei der International Civil Aviation Organization, 2002–2004: Botschafterin in Doha, 2004–2008: erste Zeremonienmeisterin, 2008 – 30. Juni 2010: Botschafterin in Budapest, 2010-September 2012: Vertreterin bei der International Civil Aviation Organization.                             | Recep Tayyip Erdoğan         | Raymond Benjamin                                              | 1. Sep. 2012     |
| 1. Sep. 2012             | Çağatay Erciyes     | (* 1966 in Ankara) 1984 Abitur: TED Ankara College Foundation Schools, 1988 Studium der Internationalen Beziehungen an der Universität Ankara, 1988: Eintritt in den auswärtigen Dienst, 2002: Rhodes Stipendiat des Internationalen Seerechts an der University of Virginia, 2014: Botschafter in Beirut. | Recep Tayyip Erdoğan         | Raymond Benjamin                                              |                  |